# Броніслав Павлевський
Броніслав Павлевський (пол. Bronisław Pawlewski; 13 січня 1852, Волова — 29 січня 1917, Львів) — польський хімік, професор; двічі ректор Львівської політехніки (1895—1896, 1909—1910 роки, на той час — Вища політехнічна школа).

## Біографія
Народився у Воловій Плоцького повіту 13 січня 1852 року. Гімназію закінчив у Варшаві та вивчав хімію у Варшавському університеті. У 1876 році отримав статус кандидата наук. У 1877—1879 роках був асистентом загальної хімії Рільничо-лісового інституту в Пулавах. у 1879—1881 роках — асистент технічної хімії Варшавського університету.
У зв'язку із зросійщенням навчального процесу у Варшаві переїхав до Львова, де у 1881—1882 роках був асистентом відділу хімічної технології Львівської політехніки. У 1882 році — доцент і керівник кафедри, з 1885 року — професор. Протягом 1883—1891 років керував дослідною станцією нафти. Неодноразово був обраний деканом відділу технічної хімії, двічі — ректором.
Професор Павлевський був талановитим ученим, автором багатьох наукових праць. Однією з галузей його зацікавлень була геолого-гірнича, зокрема він працював над методами розробки штучного вугілля. Читав курси хімічної технології (неорганічних та органічних сполук). Науковий доробок його стосується також і технології переробки природних матеріалів (дерева, воску, кераміки та ін.). Був дійсним членом багатьох наукових товариств. Зробив важливий внесок у видання «Каталог польської науково-технічної літератури» (у співпраці з Лондонським «International catalogue of Scientific literature»).
Мешкав у Львові на вул. Мурарській (нині — вул. Єфремова), 31.